# قرعة كأس العالم للسيدات 2023
أجرت قرعة كأس العالم للسيدات 2023 في مركز أوتيا في أوكلاند، نيوزيلندا في 22 أكتوبر 2022. وحددت مراحل المجموعات للفرق الـ 32 المتنافسة المؤهلة في كأس العالم للسيدات المقامة في أستراليا ونيوزيلندا. وقسمت الفرق إلى أربعة أوعية من ثمانية منتخبات، مع اختيار فريق واحد من كل وعاء لتشكيل مجموعة.
بصفتهما المستضيفين نيوزيلندا وأستراليا وضعا في المركزين الأول والثاني على التوالي في الوعاء 1، والذي احتوى أيضًا على أفضل ستة فرق بناءً على تصنيفات الفيفا في أكتوبر 2022. ووضعت المنتخبات الثمانية الأخرى ذات التصنيف الأقل في الوعاء 2، بينما خصص الوعاء 3 للمنتخبات الثمانية الأقل تصنيفًا من الوعاء الثاني، وخصص الوعاء 4 للمنتخبات الخمسة الأقل تصنيفًا في البطولة، إلى جانب ثلاثة منتخبات قادمة من التصفيات بين الاتحادات [الإنجليزية]؛ حيث بدأت تسلسلات السحب بالوعاء 1 وانتهت بالوعاء 4.

## الأفراد
وحضر القرعة 800 ضيف من بينهم رئيس الفيفا جياني إنفانتينو والأمين العام للفيفا فاطمة سامورا ورئيسة الوزراء جاسيندا أرديرن والوزيرة الفيدرالية الأسترالية للرياضة أنيكا ويلز [الإنجليزية]. وحضر ممثلون من جميع المنتخبات المؤهلة البالغ عددها 29، بالإضافة إلى ممثلين عن الفرق العشرة المتبقية في الملحق.
قاد القرعة كارلي لويد وأماندا ديفيز وساعدها مايا جاكمان [الإنجليزية] (نيوزيلندا) وجولي دولان (أستراليا) وزوي سادوسكي سينوت (نيوزيلندا) وكيت كامبل (أستراليا) وجيريمي نجيتاب (الكاميرون) وأليكسي لالاس (الولايات المتحدة) وجيلبرتو سيلفا (البرازيل) وإيان رايت (إنجلترا).

## القرعة
صنفت المنتخبات حسب تصنيف فيفا العالمي للسيدات لشهر أكتوبر 2022 (كما هو موضح بين قوسين).
| وعاء 1 | وعاء 2 | وعاء 3 | وعاء 4 |
| --- | --- | --- | --- |
| نيوزيلندا (22) (H) · أستراليا (13) (H) · الولايات المتحدة (1) · السويد (2) · ألمانيا (3) · إنجلترا (4) · فرنسا (5) · إسبانيا (6) · | كندا (7) · هولندا (8) · البرازيل (9) · اليابان (11) · النرويج (12) · إيطاليا (14) · الصين (15) · كوريا الجنوبية (17) · | الدنمارك (18) · سويسرا (21) · جمهورية أيرلندا (24) · كولومبيا (27) · الأرجنتين (29) · فيتنام (34) · كوستاريكا (37) · جامايكا (43) · | نيجيريا (45) · الفلبين (53) · جنوب إفريقيا (54) · المغرب (76) · زامبيا (81) · البرتغال (23) · هايتي (56) · بنما (57) · |

ملاحظات
- H: المضيفون

## القرعة النهائية
| المجموعة الأولى  | المجموعة الثانية | المجموعة الثالثة | المجموعة الرابعة |
| ---------------- | ---------------- | ---------------- | ---------------- |
| نيوزيلندا        | أستراليا         | إسبانيا          | إنجلترا          |
| النرويج          | جمهورية أيرلندا  | كوستاريكا        | هايتي            |
| الفلبين          | نيجيريا          | زامبيا           | الدنمارك         |
| سويسرا           | كندا             | اليابان          | الصين            |
| المجموعة الخامسة | المجموعة السادسة | المجموعة السابعة | المجموعة الثامنة |
| الولايات المتحدة | فرنسا            | السويد           | ألمانيا          |
| فيتنام           | جامايكا          | جنوب إفريقيا     | المغرب           |
| هولندا           | البرازيل         | إيطاليا          | كولومبيا         |
| البرتغال         | بنما             | الأرجنتين        | كوريا الجنوبية   |

## هوامش
1. ↑  Group A Play-off  [لغات أخرى]‏ winners, team not determined at time of draw.
2. ↑  Group B Play-off  [لغات أخرى]‏ winners, team not determined at time of draw.
3. ↑  Group C Play-off  [لغات أخرى]‏ winners, team not determined at time of draw.